# Héctor Müller
Héctor Müller Kern (13 de octubre de 1912 Alcorta, Constitución, provincia de Santa Fe - 29 de mayo de 1976 secuestrado en Capitán Bermúdez, provincia de Santa Fe) fue un obrero militante del Partido Comunista y dirigente sindical de la empresa Sulfacid, víctima de la última dictadura cívico militar de Argentina.

## Breve reseña
Héctor Müller era un alcortense que trabajaba y vivía en Capitán Bermúdez, obrero militante de la comisión interna de la empresa Sulfacid (Actual ArZinc) en Fray Luis Beltrán, pertenecía al Partido Comunista y tenía 63 años. 
Fue secuestrado el 29 de mayo de 1976 en horas de la madrugada en su domicilio de Capitán Bermúdez, por calle Sargento Cabral 51, el cual fue consumado por varios hombres armados que se identificaron como policías y que ingresaron de manera violenta. Con él se encontraba su esposa, quien al no tener noticias sobre su paradero, denunció el hecho ante las autoridades policiales, militares y judiciales.
Sus restos fueron hallados el 12 de julio del mismo año en las aguas del río Paraná, en inmediaciones de la Isla Castellana, la autopsia reveló que el cuerpo estuvo ocho días en el agua y presentaba signos de salvajes torturas.

## Homenajes
- En marzo de 2017 se realizó un acto en el Bosquecillo de la Memoria de San Lorenzo, que recuerda a los desaparecidos de la última dictadura cívico militar: José Polenta, María Luisa Cuatrín, Roberto De Grandis, Carlos Vergara, Carlos Ignacio Kruppa, Roberto Camuglia, Oscar Riquelme, Ramón Di Fiori, Rafael Carroza, Lina Funes, Juan José Funes, Hugo Alberto Parente, Isabel Carlucci, José Prat, María Castellini, Rosa Montenegro, Rosa Benuzzi Torrens y José López.[5][6][7]